# Aichschieß
Aichschieß ist ein Ortsteil der baden-württembergischen Gemeinde Aichwald bei Esslingen am Neckar im Landkreis Esslingen. Zurzeit hat es zirka 1598 Einwohner.

## Geschichte
1248 ist das Prämonstratenstift Adelberg als Besitzer von Waldungen in Ainschiez erwähnt, was sich wohl auf den zwischen zwei Tälern „einschießenden“ Bergsporn bezieht, auf dem das Dorf in einer Rodungsinsel lag. Dies ist die erste urkundliche Erwähnung der Gemeinde. Die Kirche im Ortsteil Aichschieß wurde zum ersten Mal 1275 erwähnt. Zu Beginn des Spätmittelalters waren vermutlich zunächst die Herren Dürner von Dürnau bei Schnait Inhaber der Ortsherrschaft. Durch Heirat gelangte die Herrschaft um 1340 an den Schorndorfer Bürger Heinrich Rorbeck. Dieser trat die Herrschaftsrechte 1366 im Tausch gegen Schnait an den Grafen Ulrich II. von Württemberg ab. Aichschieß kam zum württembergischen Amt Schorndorf.
Im Süddeutschen Städtekrieg wurde der Ort Aichschieß im Zuge der Kämpfe zwischen Württemberg und der Reichsstadt Esslingen am 11. September 1449 von Esslinger Söldnern in Brand gesteckt. 1514 beteiligten sich Männer von Aichschieß am Aufstand des Armen Konrads gegen Herzog Ulrich. Im Krieg Württembergs gegen die Reichsstadt Reutlingen geriet Aichschieß erneut ins Visier der benachbarten Reichsstadt Esslingen, die am Ort das Pfarrhaus niederbrennen ließ. 1534 führte Herzog Ulrich in Württemberg (und somit auch in Aichschieß) die Reformation durch. Seit 1653 ist eine Schule, seit 1710 auch ein eigenes Schulhaus bekundet. Aichschieß gehörte bis 1842 zum Oberamt Schorndorf und seither zum Oberamt Eßlingen.

## Bürgermeister / Schultheißen
Bürgermeister bis zum Zusammenschluss zu Aichschieß:
- 1946–1973: Robert Gläser
- 1920–1945: Christian Kißling
- 1893–1920: Johann Friedrich Kißling
- 1877–1893: Michael Scharpf
- 1860–1877: Johann Georg Zoller
- 1858–1806: Christian Joseph Zoller
- 1822–1857: Christian Zoller
- 1816–1821: Jakob Scharpf
- 1803–1816: Gottfried Scharpf
- 1782–1803: Johann Jakob Scharpf

## Persönlichkeiten
- Otto Emil Schott (1831–1901), württembergischer evangelischer Pfarrer und Liederdichter